# Gianfranco Petris
Gianfranco Petris (Budoia, 30 de agosto de 1936 - Trepalle, 1 de julio de 2018) fue un futbolista italiano. Se desempeñaba en la posición de delantero. Petris jugó en diferentes clubes como el Treviso, Triestina, Fiorentina, Lazio y el Polisportiva Trani.

## Selección nacional
Fue internacional con la selección de fútbol de Italia en 4 ocasiones y marcó un gol.

## Clubes
| Club               | País   | Año       | Partidos | Goles |
| ------------------ | ------ | --------- | -------- | ----- |
| Treviso            | Italia | 1954–1956 | 40       | 11    |
| Triestina          | Italia | 1956–1958 | 63       | 23    |
| Fiorentina         | Italia | 1958–1964 | 166      | 43    |
| Lazio              | Italia | 1964–1965 | 11       | 1     |
| Polisportiva Trani | Italia | 1965–1966 | 23       | 2     |

## Palmarés

### Campeonatos nacionales
| Título      | Club       | País   | Año     |
| ----------- | ---------- | ------ | ------- |
| Copa Italia | Fiorentina | Italia | 1960-61 |